# S/2016 (107) 1
S/2016 (107) 1 ist der innere und kleinere der beiden Monde des Hauptgürtel-Asteroiden (107) Camilla (Cybele-Gruppe). Sein mittlerer Durchmesser beträgt rund 3,5 Kilometer.

## Entdeckung und Benennung
S/2016 (107) 1 wurde am 29. Mai 2015 von M. Marsset, Benoit Carry, Bin Yang, Franck Marchis, P. Vernazza, Christophe Dumas, Jérôme Berthier und Frédéric Vachier mit dem 8,2-m-„Melipal“-VLT-Teleskop auf dem Cerro Paranal in Chile entdeckt. Die Beobachtungen fanden zwischen dem 29. Mai 2015 und 30. Juli 2016 statt; dabei konnte S/2016 (107) 1 auf drei von fünf Bildern identifiziert werden. Die Entdeckung wurde am 7. August 2016 bekanntgegeben; der Mond erhielt die vorläufige Bezeichnung S/2016 (107) 1.
Bereits 2001 entdeckte man auf Bildern des Hubble-Weltraumteleskops einen weiteren Begleiter von Camilla, wodurch das System zum siebten bekannten Asteroiden-Mehrfachsystem im Hauptgürtel und zum elften insgesamt wurde.

## Bahneigenschaften
S/2016 (107) 1 umkreist Camilla auf einer fast perfekten Kreisbahn in einem mittleren Abstand von 340 Kilometern zu deren Zentrum (etwa 3 Camilla-Radien). Die Bahnexzentrizität und Bahnneigung sind gegenwärtig noch nicht bestimmt. Die Umlaufbahn des äußeren Mondes S/2001 (107) 1 ist im Mittel etwa 910 km vom Orbit von S/2016 (107) 1 entfernt.
S/2016 (107) 1 umrundet Camilla in geschätzten 12 Stunden, was etwa 4764 Umläufen in einem Camilla-Jahr (rund 6,5 Erdjahre) entspricht. Vom Orbit von S/2016 (107) 1 wird angenommen, dass er stabil ist, denn er liegt weit innerhalb von Camillas Hill-Radius von 60.000 km, jedoch auch weit außerhalb des synchronen Orbits.

## Physikalische Eigenschaften
S/2016 (107) 1 hat einen Durchmesser von 3,5 km (etwa 1/60 des Zentralkörpers), beruhend auf dem Camilla entsprechenden angenommenen gleichen Rückstrahlvermögen von 5 %. Die Oberfläche ist damit ausgesprochen dunkel.
Ausgehend von einem mittleren Durchmesser von 3,5 km ergibt sich eine Oberfläche von etwa 38 km2, was in etwa der Fläche des Schweizer Kantons Basel-Stadt entspricht.
Die mittlere Oberflächentemperatur beträgt rund 151 K (−122 °C) und kann mittags bis auf maximal 223 K (−50 °C) ansteigen.